# RPL30
RPL30 (англ. Ribosomal protein L30) – білок, який кодується однойменним геном, розташованим у людей на короткому плечі 8-ї хромосоми. Довжина поліпептидного ланцюга білка становить 115 амінокислот, а молекулярна маса — 12 784.
| 10         |  | 20         |  | 30         |  | 40         |  | 50         |
| ---------- |  | ---------- |  | ---------- |  | ---------- |  | ---------- |
| MVAAKKTKKS |  | LESINSRLQL |  | VMKSGKYVLG |  | YKQTLKMIRQ |  | GKAKLVILAN |
| NCPALRKSEI |  | EYYAMLAKTG |  | VHHYSGNNIE |  | LGTACGKYYR |  | VCTLAIIDPG |
| DSDIIRSMPE |  | QTGEK      |  |            |  |            |  |            |

A: Аланін

C: Цистеїн

D: Аспарагінова кислота

E: Глутамінова кислота

G: Гліцин

H: Гістидин

I: Ізолейцин

K: Лізин

L: Лейцин

M: Метіонін

N: Аспарагін

P: Пролін

Q: Глутамін

R: Аргінін

S: Серин

T: Треонін

V: Валін

Кодований геном білок за функціями належить до рибонуклеопротеїнів, рибосомних білків, фосфопротеїнів. 
Задіяний у такому біологічному процесі, як ацетилювання. 